# Irene Lardschneider
Irene Lardschneider (ur. 9 lutego 1998 w Bressanone) – włoska biathlonistka, uczestniczka mistrzostw świata i mistrzostw świata juniorek.

## Osiągnięcia

### Mistrzostwa świata
| Rok  | Miejscowość | Konkurencje | Konkurencje | Konkurencje | Konkurencje | Konkurencje | Konkurencje | Konkurencje |
| Rok  | Miejscowość | IN          | SP          | PU          | MS          | RL          | MR          | SR          |
| ---- | ----------- | ----------- | ----------- | ----------- | ----------- | ----------- | ----------- | ----------- |
| 2021 | Pokljuka    | 85.         | 24.         | 51.         | nd.         | nd.         | nd.         | –           |

### Mistrzostwa świata juniorów
| Rok  | Miejscowość | Konkurencje | Konkurencje | Konkurencje | Konkurencje | Konkurencje | Konkurencje | Konkurencje |
| Rok  | Miejscowość | IN          | SP          | PU          | MS          | RL          | MR          | SR          |
| ---- | ----------- | ----------- | ----------- | ----------- | ----------- | ----------- | ----------- | ----------- |
| 2018 | Otepää      | 10.         | 25.         | 38.         | nd.         | 6.          | nd.         | nd.         |
| 2019 | Osrblie     | 10.         | 41.         | 22.         | nd.         | 4.          | nd.         | nd.         |

### Mistrzostwa Europy
| Rok  | Miejscowość | Konkurencje | Konkurencje | Konkurencje | Konkurencje | Konkurencje | Konkurencje | Konkurencje |
| Rok  | Miejscowość | IN          | SP          | PU          | MS          | RL          | MR          | SR          |
| ---- | ----------- | ----------- | ----------- | ----------- | ----------- | ----------- | ----------- | ----------- |
| 2019 | Mińsk       | 41.         | 70.         | nd.         | nd.         | nd.         | nd.         | 12.         |
| 2020 | Otepää      | nd.         | 62.         | nd.         | nd.         | nd.         | 10.         | nd.         |

### Puchar Świata

#### Miejsca w klasyfikacji generalnej
| Sezon     | Miejsce           |
| --------- | ----------------- |
| 2018/2019 | -                 |
| 2019/2020 | nie brała udziału |
| 2020/2021 | 80.               |